# Xenopus petersii
Xenopus petersii (tên tiếng Anh: Peters' Platanna) là một loài ếch trong họ Pipidae.
Loài này có ở Angola, Botswana, Cộng hòa Congo, Cộng hòa Dân chủ Congo, Gabon, Namibia, Zambia, Zimbabwe, và có thể Tanzania.
Các môi trường sống tự nhiên của chúng là các khu rừng ẩm ướt đất thấp nhiệt đới hoặc cận nhiệt đới, xavan khô, savanna ẩm, vùng đất có cây bụi nhiệt đới hoặc cận nhiệt đới, subtropical hoặc tropical moist shrubl và, subtropical hoặc tropical dry lowl và grassl và, subtropical hoặc tropical seasonally wet hoặc flooded lowl và grassl và, subtropical hoặc tropical high-altitude grassl và, sông, sông theo mùa, đầm nướcs, hồ nước ngọt, hồ nước ngọt có nước theo mùa, đầm nước ngọt, đầm lầy nước ngọt có nước theo mùa, suối nước ngọt, arable l và, đồng cỏ, vườn nông thôn, các vùng đô thị, các khu rừng trước đây bị suy thoái nặng nề, nơi tích trữ nước, ao, hồs, hố đào, và kênhs và mương.